# 索尼α300
索尼 α300 是Sony公司于2008年1月30日发布的一款千万像素数码单镜头反光相机。一同发布的还有兄弟机型α350，两者仅在感光元件上有差异。
α300/α350是α卡口上第一次搭载Live View功能，同时，不同于其他数码单反相机的实现方式（反光镜抬起，使用主感光元件进行对比度对焦），索尼使用了副感光元件进行取景，对焦仍然使用机器原本的相位对焦系统，保证了Live View模式下的对焦与拍摄速度。